# Coet de combustible sòlid

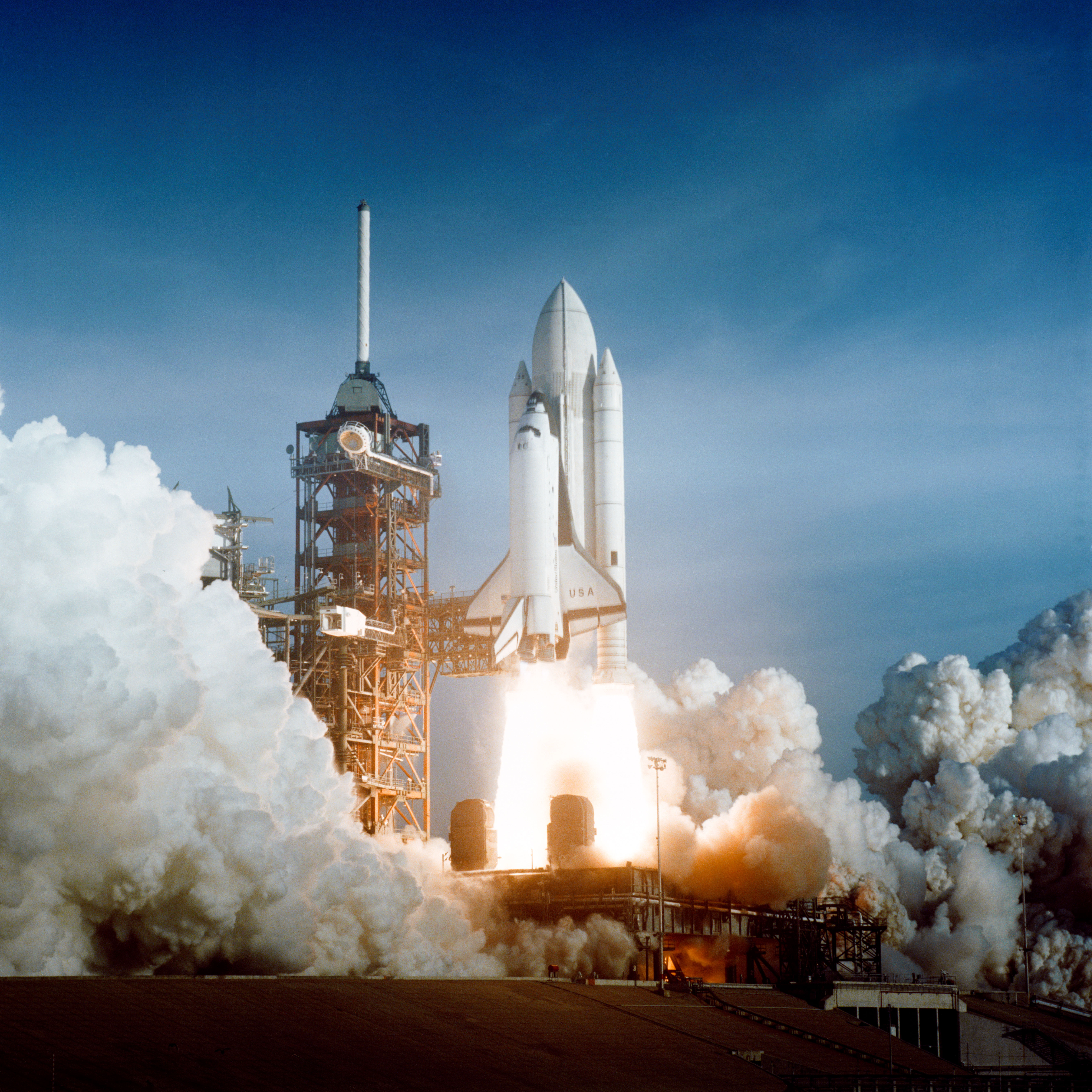
El transbordador espacial és llançat amb l'ajuda de dos coets de combustible sòlid (SRBs).

Un coet de combustible sòlid o coet de propulsant sòlid és un coet amb un motor que utilitza propulsants sòlids (combustible/oxidant). Els primers coets eren de combustible sòlid, alimentats per pólvora, i van ser utilitzats pels xinesos i àrabs en la guerra des del segle xiii. Tots els coets van utilitzar alguna forma de propulsant sòlid o polvoritzat fins al segle xx, quan els coets de combustible líquid i els coets híbrids van oferir alternatives més eficaces i controlables. Els coets de propulsant sòlid encara s'utilitzen avui en coets modèlics i en aplicacions més grans per la seva simplicitat i fiabilitat. Ja que els coets de combustible sòlid poden romandre en emmagatzematge per llargs períodes i poden ser llançats fiablement en curt espai de temps, han estat sovint emprats en aplicacions militars com míssils. Els coets de combustible sòlid són inusuals com propulsió principal en l'exploració espacial moderna, però s'utilitzen comunament com coets acceleradors.

## Conceptes bàsics

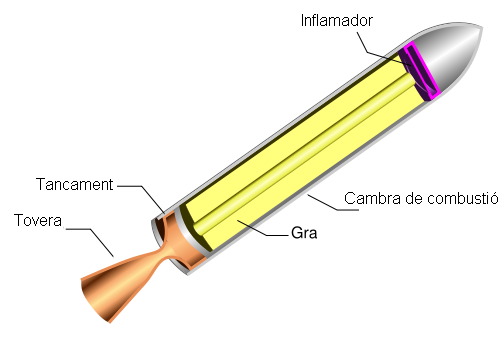
Motor de coet de combustible sòlid.

Un motor simple de coet de combustible sòlid consta d'una cambra de combustió, tovera, gra (càrrega de propulsant/oxidant o propergol) i l'iniciador (o inflamador).
La gra es comporta com una massa sòlida, cremant d'una manera previsible i produint productes gasosos. Les dimensions de la tovera són calculades per mantenir una pressió determinada en la cambra, mentre produeix empenyiment pels gasos expel·lits.
Una vegada inflamat, un motor simple de coet de combustible sòlid no pot ser desconnectat, perquè conté tots els ingredients necessaris per a la combustió dins la cambra. Motors de combustible sòlid més avançats poden no solament ser desconnectats com es poden extingir i llavors es reencenien controlant la geometria de les toveres o a través de l'ús de ports de respiradors. Els motors de coets que cremen en segments i que es poden encendre a l'ordre també estan disponibles.
Projectes moderns també poden incloure una tovera guiable, aviònica, dispositius de recuperació (paracaigudes), mecanismes d'autodestrucció, unitats de potència auxiliar (APUs), motors tàctics controlables, desviació controlable, motors de control d'actitud i materials de control tèrmic.